# Adam Fellner
Adam Fellner (* 10. srpna 1993 Jeseník) je český běžec na lyžích. Je odchovancem Fenix Ski team Jeseník. Zatím čtyřikrát startoval na Mistrovství světa (2019, 2021, 2023, 2025) a jednou na Olympiádě (2022).

## Sportovní kariéra
Ve Světovém poháru debutoval v sezoně 2011/2012. Prvního umístění v elitní třicítce se dočkal v sedmadvaceti letech na mistrovství světa 2021 v Oberstdorfu – skiatlon dokončil na 26. místě. Do té doby byly jeho nejlepšími výsledky ve Světovém poháru „body útěchy“ za dokončení Tour de Ski (2019/2020 a 2021). O tři čtvrtě roku později se mu průnik do třicítky nejlepších podařil zopakovat i ve Světovém poháru, když znovu v Oberstdorfu doběhl také na 26. místě v závodu na 15 km volně s hromadným startem, který byl 3. etapou Tour de Ski. Životní výsledek si vyjel na mistrovství světa 2023 v Planici ve skiatlonu, kde obsadil 21. místo. Při 5. etapě Tour de Ski 2023/2024 ve stíhacím závodě na 20 km klasicky obsadil 27. místo a zaostal tak o jednu příčku za svým kariérním maximem ve Světovém poháru. Celkově v této Tour, která byla je ho šestou absolvovanou, skončil na 31. místě, což bylo jeho nejlepší umístění.

### Výsledky ve Světovém poháru
| Sezóna  | Věk | Sezónní výsledky | Sezónní výsledky | Sezónní výsledky | Sezónní výsledky | Výsledky na Ski Tour | Výsledky na Ski Tour | Výsledky na Ski Tour | Výsledky na Ski Tour |
| Sezóna  | Věk | Celkově          | Distance         | Sprinty          | U23              | Nordic Opening       | Tour de Ski          | WC Final             | Ski Tour Kanada      |
| ------- | --- | ---------------- | ---------------- | ---------------- | ---------------- | -------------------- | -------------------- | -------------------- | -------------------- |
| 2011/12 | 18  | neklas.          | —                | —                | —                | —                    | —                    | —                    | —                    |
| 2015/16 | 22  | neklas.          | —                | —                | —                | —                    | —                    | —                    | —                    |
| 2017/18 | 24  | neklas.          | —                | —                | —                | 84.                  | —                    | —                    | —                    |
| 2018/19 | 25  | neklas.          | —                | —                | —                | 69.                  | 40.                  | —                    | —                    |
| 2019/20 | 26  | 140.             | —                | —                | —                | —                    | 47.                  | —                    | —                    |
| 2020/21 | 27  | 136.             | —                | —                | —                | 64.                  | 47.                  | —                    | —                    |
| 2021/22 | 28  | 117.             | 84.              | —                | —                | —                    | 35.                  | —                    | —                    |
| 2022/23 | 29  | 132.             | 98.              | 115.             | —                | —                    | 41.                  | —                    | —                    |
| 2023/24 | 30  | 83.              | 65.              | —                | —                | —                    | 31.                  | —                    | —                    |

### Výsledky na OH
| Rok  | Věk | 15 km | 30 km skiatlon | 50 km hromadný start | sprint | 4 × 10 km štafeta muži | sprint dvojic |
| ---- | --- | ----- | -------------- | -------------------- | ------ | ---------------------- | ------------- |
| 2022 | 28  | 31.   | 46.            | 42.                  | —      | 12.                    | —             |

### Výsledky na MS
| Rok  | Věk | 15 km | 30 km skiatlon | 50 km hromadný start | sprint | 4 × 10 km štafeta | sprint dvojic |
| ---- | --- | ----- | -------------- | -------------------- | ------ | ----------------- | ------------- |
| 2019 | 25  | 49.   | 49.            | —                    | —      | 11.               | —             |
| 2021 | 27  | 46.   | 26.            | 48.                  | —      | 11.               | —             |
| 2023 | 29  | 36.   | 21.            | —                    | —      | —                 | —             |
| 2025 | 31  | 24.   | 29.            | 35.                  | —      | 11.               | —             |